# Vebbestrup
Vebbestrup is een plaats in de Deense regio Noord-Jutland, gemeente Mariagerfjord. De plaats telt 355 inwoners (2008).